# Julius Fürst
Julius Fürst est un érudit juif allemand du XIXe siècle (né le 12 mai 1805 à Żerków en Posnanie ; décédé le 9 février 1873 à Leipzig), qui s'est distingué dans les études orientales, l'histoire juive et la lexicographie hébraïque.

## Éléments biographiques

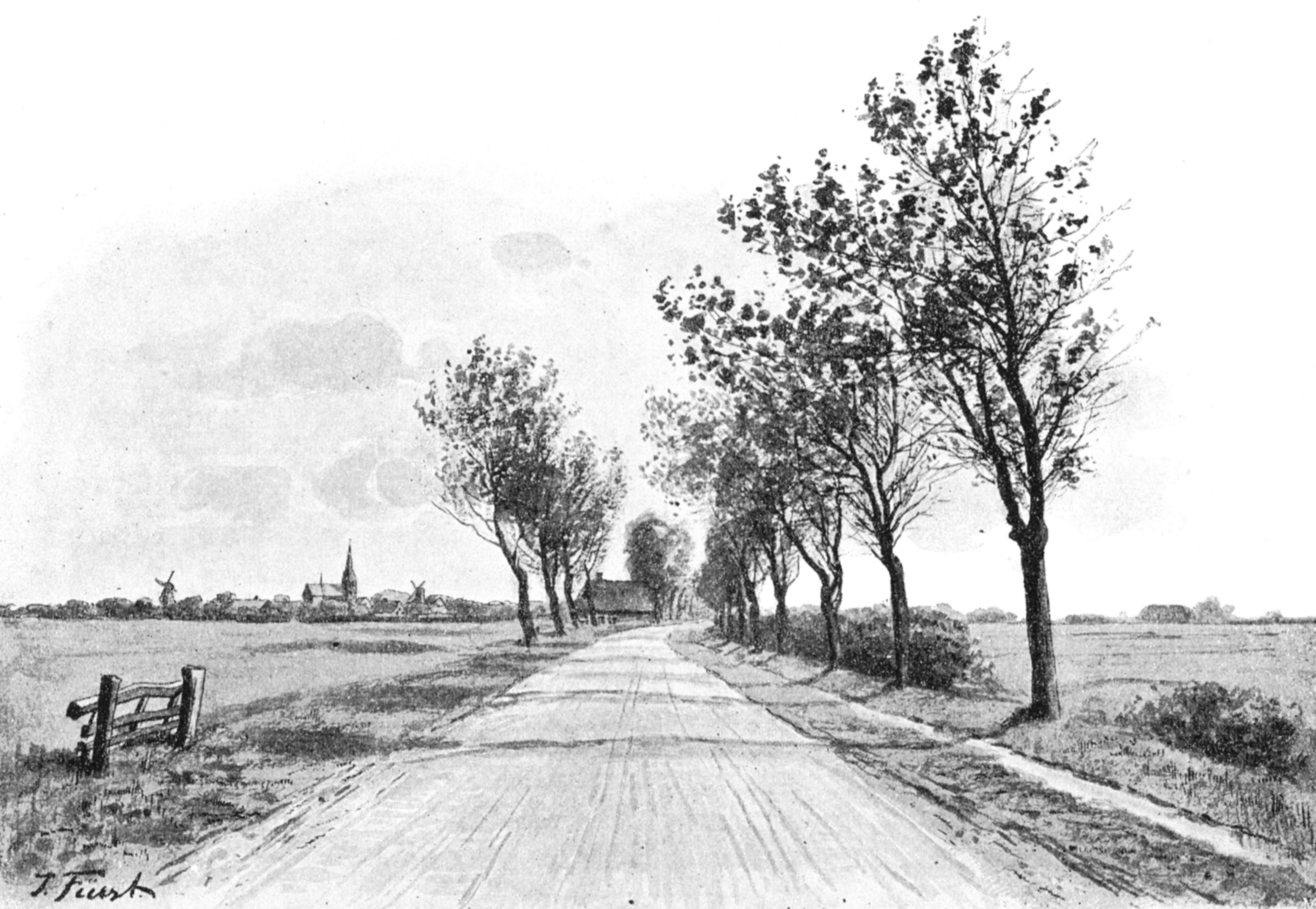
Paysage (près de Meldorf, vers 1895) dessiné par Julius Furst

Fürst étudia à l'université Humboldt de Berlin auprès de Hegel, puis aux universités de Breslau et de Halle auprès de Gesenius. Il devint un spécialiste reconnu des langues sémitiques  et un représentant de la Haskala (mouvement juif des Lumières). 
Dans ses recherches, il s'intéressa surtout à la linguistique et à la littérature sémitiques, ainsi qu'à l'histoire du Proche-Orient. 
Pour l'édition de la Bible de Leopold Zunz, il traduisit en 1838 les livres de Daniel et d'Esdras. 
Ses travaux scientifiques remarquables lui valurent en 1857 d'être appelé à l'université de Leipzig où il fut d'abord docent avant de devenir, en 1864, le premier Juif à être nommé professeur. 
Il y dirigea la section des langues et littérature orientales de 1864 à 1873 et publia au cours de cette période de nombreux ouvrages. 
Nombre d'articles de sa main furent publiés dans la défunte revue Der Orient (Der Orient. Berichte, Studien und Kritiken für jüdische Geschichte und Literatur), qui parut à Leipzig de  1840 à 1851 et dont il était l'éditeur. 
Der Orient était consacré aux études des racines culturelles, historiques et linguistiques du judaïsme.

## Ouvrages
- Hebräisches und Chaldäisches Schulwörterbuch über das Alte Testament, Leipzig 1842
- Emunot we-Dëot oder Glaubenslehre und Philosophie, Leipzig 1845
- Bibliotheca Judaica. Bibliographisches Handbuch der gesammten jüdischen Literatur mit Einschluss der Schriften über Juden und Judenthum und einer Geschichte der jüdischen Bibliographie. 3 Bd., Leipzig 1849, 1851, 1863. (Reprint Hildesheim 1960).
- Geschichte des Karäerthums, 1862-1869
- Illustrirte Prachtbibel für Israeliten, 3 Bd., 1874

Un dictionnaire d'hébreu biblique (Hebräisches Wörterbuch über das Alte Testament) et une concordance (Librorum sacrorum Veteris Testamenti Concordantiae hebraicae atque chaldaicae quibus ad omnia canonis sacri vocabula tum hebraica tum chaldaica loci ... recensentur) ont été édités à titre posthume, en 1920.

## Référence de traduction
- (de) Cet article est partiellement ou en totalité issu de l’article de Wikipédia en allemand intitulé « Julius Fürst (Orientalist) » (voir la liste des auteurs).